# Partecipanti alla Volta a la Comunitat Valenciana 2024
Elenco dei partecipanti a la Volta a la Comunitat Valenciana 2024.
La Volta a la Comunitat Valenciana 2024 è stata la settantacinquesima edizione della corsa. Alla competizione presero parte diciotto squadre: sette con licenza UCI World Tour 2024, nove UCI ProTeam e due UCI Continental Team.
Ciascuna delle squadre è composta da sette atleti, per un totale di 126 ciclisti accreditati alla partenza.

## Corridori per squadra
Nota: R ritirato, NP non partito, FT fuori tempo, SQ squalificato
| Intermarché-Wanty             | Intermarché-Wanty             | Intermarché-Wanty             | Bora-Hansgrohe               | Bora-Hansgrohe               | Bora-Hansgrohe               | UAE Team Emirates      | UAE Team Emirates      | UAE Team Emirates      |
| ----------------------------- | ----------------------------- | ----------------------------- | ---------------------------- | ---------------------------- | ---------------------------- | ---------------------- | ---------------------- | ---------------------- |
| N°                            | Ciclista                      | Clas.                         | N°                           | Ciclista                     | Clas.                        | N°                     | Ciclista               | Clas.                  |
| 1                             | Vito Braet                    | 95°                           | 11                           | Patrick Gamper               | 108°                         | 21                     | Igor Arrieta           | 15°                    |
| 2                             | Arne Marit                    | 79°                           | 12                           | Jai Hindley                  | 5°                           | 22                     | Jan Christen           | 44°                    |
| 3                             | Adrien Petit                  | 112°                          | 13                           | Lennard Kämna                | 75°                          | 23                     | Alessandro Covi        | 56°                    |
| 4                             | Baptiste Planckaert           | 84°                           | 14                           | Alexander Hajek              | 35°                          | 24                     | Felix Großschartner    | 7°                     |
| 5                             | Rein Taaramäe                 | 19°                           | 15                           | Aleksandr Vlasov             | 3°                           | 25                     | Brandon McNulty        | 1°                     |
| 6                             | Tim Rex                       | 37°                           | 16                           | Frederik Wandahl             | 70°                          | 26                     | Pavel Sivakov          | NP 3ª                  |
| 7                             | Boy van Poppel                | 85°                           | 17                           | Giovanni Aleotti             | 13°                          | 27                     | Duarte Marivoet        | 108°                   |
| Movistar Team                 | Movistar Team                 | Movistar Team                 | Bahrain Victorious           | Bahrain Victorious           | Bahrain Victorious           | Lidl-Trek              | Lidl-Trek              | Lidl-Trek              |
| N°                            | Ciclista                      | Clas.                         | N°                           | Ciclista                     | Clas.                        | N°                     | Ciclista               | Clas.                  |
| 31                            | Jorge Arcas                   | 64°                           | 41                           | Pello Bilbao                 | 6°                           | 51                     | Simone Consonni        | 82°                    |
| 32                            | William Barta                 | 41°                           | 42                           | Yukiya Arashiro              | NP 2ª                        | 52                     | Fabio Felline          | NP 1ª                  |
| 33                            | Oier Lazkano                  | 61°                           | 43                           | Santiago Buitrago            | 2°                           | 53                     | Amanuel Gebreigzabhier | 80°                    |
| 34                            | Antonio Pedrero               | 90°                           | 44                           | Nicolò Buratti               | 86°                          | 54                     | Patrick Konrad         | 12°                    |
| 35                            | Javier Romo                   | 9°                            | 45                           | Kamil Gradek                 | NP 2ª                        | 55                     | Jonathan Milan         | 48°                    |
| 36                            | Einer Rubio                   | 18°                           | 46                           | Rainer Kepplinger            | 8°                           | 56                     | Sam Oomen              | 33°                    |
| 37                            | Pelayo Sánchez                | 47°                           | 47                           | Matej Mohorič                | 23°                          | 57                     | Edward Theuns          | 83°                    |
| Team Jayco AlUla              | Team Jayco AlUla              | Team Jayco AlUla              | Euskaltel-Euskadi            | Euskaltel-Euskadi            | Euskaltel-Euskadi            | Caja Rural-Seguros RGA | Caja Rural-Seguros RGA | Caja Rural-Seguros RGA |
| N°                            | Ciclista                      | Clas.                         | N°                           | Ciclista                     | Clas.                        | N°                     | Ciclista               | Clas.                  |
| 61                            | Welay Berhe                   | 10°                           | 71                           | Mikel Bizkarra               | 26°                          | 81                     | Orluis Aular           | 30°                    |
| 62                            | Davide De Pretto              | 21°                           | 72                           | Joan Bou                     | 17°                          | 82                     | Jaume Guardeño         | 62°                    |
| 63                            | Eddie Dunbar                  | NP 3ª                         | 73                           | Xavier Cañellas              | 88°                          | 83                     | Mulu Hailemichael      | 76°                    |
| 64                            | Felix Engelhardt              | 57°                           | 74                           | Asier Etxeberria             | 81°                          | 84                     | Jokin Murguialday      | 72°                    |
| 65                            | Michael Matthews              | NP 4ª                         | 75                           | Xabier Isasa                 | 34°                          | 85                     | Joel Nicolau           | 43°                    |
| 66                            | Amund Grøndahl Jansen         | 92°                           | 76                           | Mikel Iturria                | 28°                          | 86                     | Guillermo Thomas Silva | 54°                    |
| 67                            | Filippo Zana                  | 16°                           | 77                           | Txomin Juaristi              | 46°                          | 87                     | Gorka Sorarrain        | 78°                    |
| Q36.5 Pro Cycling Team        | Q36.5 Pro Cycling Team        | Q36.5 Pro Cycling Team        | Equipo Kern Pharma           | Equipo Kern Pharma           | Equipo Kern Pharma           | Burgos-BH              | Burgos-BH              | Burgos-BH              |
| N°                            | Ciclista                      | Clas.                         | N°                           | Ciclista                     | Clas.                        | N°                     | Ciclista               | Clas.                  |
| 91                            | Negasi Haylu Abreha           | 91°                           | 101                          | Pablo Castrillo              | 32°                          | 111                    | José Manuel Díaz       | 25°                    |
| 92                            | Marcel Camprubi               | 49°                           | 102                          | Jon Agirre                   | 24°                          | 112                    | Ander Okamika          | 38°                    |
| 93                            | Carl Fredrik Hagen            | 20°                           | 103                          | Unai Iribar                  | 39°                          | 113                    | Sinuhé Fernández       | 51°                    |
| 94                            | Nicolò Parisini               | R 5ª                          | 104                          | Iñigo Elosegui               | 60°                          | 114                    | Antonio Angulo         | 100°                   |
| 95                            | Jannik Steimle                | 101°                          | 105                          | Eugenio Sánchez              | 99°                          | 115                    | Geórgios Boúglas       | 104°                   |
| 96                            | James Whelan                  | 40°                           | 106                          | Álex Jaime                   | 102°                         | 116                    | Clément Alleno         | 42°                    |
| 97                            | Nickolas Zukowsky             | 69°                           | 107                          | Miguel Ángel Fernández       | 114°                         | 117                    | Jetse Bol              | R 3ª                   |
| VF Group-Bardiani CSF-Faizanè | VF Group-Bardiani CSF-Faizanè | VF Group-Bardiani CSF-Faizanè | Team Novo Nordisk            | Team Novo Nordisk            | Team Novo Nordisk            | Bingoal WB             | Bingoal WB             | Bingoal WB             |
| N°                            | Ciclista                      | Clas.                         | N°                           | Ciclista                     | Clas.                        | N°                     | Ciclista               | Clas.                  |
| 121                           | Luca Colnaghi                 | 106°                          | 131                          | Matyáš Kopecký               | 74°                          | 141                    | Louis Blouwe           | 58°                    |
| 122                           | Filippo Fiorelli              | 29°                           | 132                          | Filippo Ridolfo              | R ª                          | 142                    | Floris De Tier         | 22°                    |
| 123                           | Riccardo Lucca                | 94°                           | 133                          | Gerd de Keijzer              | R 4ª                         | 143                    | Johan Meens            | 55°                    |
| 124                           | Filippo Magli                 | 53°                           | 134                          | Jan Dunnewind                | 113°                         | 144                    | Alexander Salby        | 105°                   |
| 125                           | Manuele Tarozzi               | 27°                           | 135                          | David Lozano                 | 68°                          | 145                    | Marco Tizza            | 50°                    |
| 126                           | Alessandro Tonelli            | 4°                            | 136                          | Nathan Smith                 | 93°                          | 146                    | Nathan Vandepitte      | 89°                    |
| 127                           | Samuele Zoccarato             | 66°                           | 137                          | Lucas Dauge                  | 107°                         | 147                    | Sébastien van Poppel   | 111°                   |
| Team Polti Kometa             | Team Polti Kometa             | Team Polti Kometa             | Illes Balears Arabay Cycling | Illes Balears Arabay Cycling | Illes Balears Arabay Cycling | Project Echelon Racing | Project Echelon Racing | Project Echelon Racing |
| N°                            | Ciclista                      | Clas.                         | N°                           | Ciclista                     | Clas.                        | N°                     | Ciclista               | Clas.                  |
| 151                           | Mirco Maestri                 | 67°                           | 161                          | Julen Amezqueta              | 59°                          | 171                    | Richard Arnopol        | 73°                    |
| 152                           | Giovanni Lonardi              | 63°                           | 162                          | José María García            | 52°                          | 172                    | Matthew Zimmer         | 87°                    |
| 153                           | Francisco Muñoz               | 65°                           | 163                          | Unai Esparza                 | 96°                          | 173                    | Tyler Stites           | 36°                    |
| 154                           | Diego Sevilla                 | 71°                           | 164                          | Pau Llaneras                 | 97°                          | 174                    | Laurent Gervais        | 77°                    |
| 155                           | Davide Piganzoli              | 14°                           | 165                          | Sergi Darder                 | 103°                         | 175                    | Sam Boardman           | 98°                    |
| 156                           | Paul Double                   | 11°                           | 166                          | Alex Molenaar                | 31°                          | 176                    | Ethan Craine           | R 4ª                   |
| 157                           | Fernando Tercero              | 45°                           | 167                          | Gonzalo Ariño                | 110°                         | 177                    | Caleb Classen          | R 4ª                   |